# Іванівка (Єланецька селищна громада)
Іва́нівка —  село в Україні, у Єланецькій селищній громаді Вознесенського району Миколаївської області. Населення становить 68 осіб. До 2020 року орган місцевого самоврядування — Нововасилівська сільська рада.

## Населення

### Мова
Розподіл населення за рідною мовою за даними перепису 2001 року:
| Мова       | Кількість | Відсоток |
| ---------- | --------- | -------- |
| українська | 67        | 98.53%   |
| румунська  | 1         | 1.47%    |
| Усього     | 68        | 100%     |